# Деановець
Деановець (хорв. Deanovec) — населений пункт у Хорватії, у Загребській жупанії у складі міста Іванич-Град.

## Населення
Населення за даними перепису 2011 року становило 536 осіб.
Динаміка чисельності населення поселення:

## Клімат
Середня річна температура становить 11,00 °C, середня максимальна – 25,64 °C, а середня мінімальна – -6,18 °C. Середня річна кількість опадів – 854 мм.
| Клімат поселення                              | Клімат поселення | Клімат поселення | Клімат поселення | Клімат поселення | Клімат поселення | Клімат поселення | Клімат поселення | Клімат поселення | Клімат поселення | Клімат поселення | Клімат поселення | Клімат поселення | Клімат поселення |
| Показник                                      | Січ.             | Лют.             | Бер.             | Квіт.            | Трав.            | Черв.            | Лип.             | Серп.            | Вер.             | Жовт.            | Лист.            | Груд.            |                  |
| Середній максимум, °C                         | 6,30             | 8,49             | 13,06            | 17,49            | 22,66            | 25,64            | 24,86            | 24,20            | 20,19            | 15,12            | 9,46             | 5,32             |                  |
| Середня температура, °C                       | 0,08             | 2,26             | 6,81             | 11,26            | 16,44            | 19,41            | 20,96            | 20,30            | 16,29            | 11,20            | 5,56             | 1,43             |                  |
| Середній мінімум, °C                          | −6,18            | −3,97            | 0,59             | 5,03             | 10,20            | 13,19            | 17,06            | 16,40            | 12,40            | 7,33             | 1,66             | −2,46            |                  |
| Норма опадів, мм                              | 50               | 48               | 57               | 66               | 77               | 90               | 78               | 80               | 78               | 80               | 85               | 65               |                  |
| Середньомісячна швидкість вітру, м/с          | 1.91             | 2.13             | 2.53             | 2.40             | 2.20             | 2.00             | 2.00             | 1.80             | 1.80             | 1.90             | 1.96             | 1.95             |                  |
| Середньомісячна сонячна радіація, кДж/м²·день | 4162             | 6908             | 10629            | 15151            | 19329            | 21360            | 22220            | 19570            | 14336            | 8824             | 4623             | 3395             |                  |
| --------------------------------------------- | ---------------- | ---------------- | ---------------- | ---------------- | ---------------- | ---------------- | ---------------- | ---------------- | ---------------- | ---------------- | ---------------- | ---------------- | ---------------- |
| Джерело:                                      |                  |                  |                  |                  |                  |                  |                  |                  |                  |                  |                  |                  |                  |